# 豫泰
豫泰（1868年—?），字定斋，号建侯，博苏特氏，蒙古鑲黃旗人，清朝政治人物、進士出身。
光緒十五年（1889年），参加光緒己丑科殿試，登進士二甲46名。同年五月，改翰林院庶吉士。光緒十六年四月，散館，授翰林院編修。